# Гатенберг (Њу Џерзи)
Гатенберг (енгл. Guttenberg) град је у америчкој савезној држави Њу Џерзи. По попису становништва из 2010. у њему је живело 11.176 становника.

## Демографија
Према попису становништва из 2010. у граду је живело 11.176 становника, што је 369 (3,4%) становника више него 2000. године.
|                   | 2010.           | 2000.           |
| Укупно            | 11 176 (100,0%) | 10 807 (100,0%) |
| Хиспаноамериканци | 7 245 (64,83%)  | 5 871 (54,33%)  |
| Белци             | 2 622 (23,46%)  | 3 485 (32,25%)  |
| Азијати           | 818 (7,319%)    | 789 (7,301%)    |
| Остали            | 434 (3,883%)    | 250 (2,313%)    |
| Афроамериканци    | 57 (0,510%)     | 412 (3,812%)    |